# Vanilla carinata
Vanilla carinata ist eine Pflanzenart aus der Gattung Vanille (Vanilla) in der Familie der Orchideen (Orchidaceae). Die Kletterpflanze hat ihr Verbreitungsgebiet im Südosten Brasiliens.

## Beschreibung
Vanilla carinata ist eine immergrüne Kletterpflanze. Der Blattstiel ist sehr kurz, die Blätter sind länglich, vorne enden sie fast stumpf. Die Blattlänge beträgt 12,5 bis 15 Zentimeter.
Die Blütenstandsachse wird bis zu 10 Zentimeter lang. Die Tragblätter sind 0,4 bis 0,5 Zentimeter lang, oval geformt, sie enden stumpf. Der Fruchtknoten ist etwa 4 Zentimeter lang. Die Sepalen und seitlichen Petalen sind lanzettlich oder länglich, am Ende stumpf, sie werden 5 bis 5,7 Zentimeter lang. Die Lippe ist mit 4,3 Zentimeter etwas kürzer als die anderen Blütenblätter. Sie ist etwas dreilappig und endet stumpf. Längs der Mitte der Lippe verläuft ein deutlicher Kiel. Die Lippe ist bis auf ein schuppiges Haarbüschel unbehaart. Die Säule ist keulenförmig, sie wird 3,7 Zentimeter lang, auf der Unterseite ist sie behaart.

## Verbreitung
Vanilla carinata ist in den Orgelbergen im brasilianischen Bundesstaat Rio de Janeiro beheimatet.

## Botanische Geschichte
Diese Orchidee wurde 1896 von Robert Allen Rolfe beschrieben in Journal of the Linnean Society. Botany Band 32, 1896, S. 468. Das Artepitheton carinata stammt vom lateinischen carinatus, „gekielt“, und bezeichnet die Form der Lippe. Nach POWO ist Vanilla carinata Rolfe aber ein Synonym von Vanilla phaeantha Rchb.f.
Das Typusexemplar besteht aus einigen schlecht erhaltenen Blüten ohne Stängel oder Blätter. Von verschiedenen Autoren wurde Vanilla carinata als Synonym zu anderen Vanille-Arten gewertet: Hoehne sah sie als Synonym zu Vanilla planifolia, Govaerts als Synonym zu Vanilla gardneri. Soto Arenas und Cribb vermuten eine Identität mit Vanilla chamissonis oder Vanilla vellozii. Aufgrund des ungenügend erhaltenen Materials ist eine zweifelsfreie Zuordnung nicht möglich. Die namensgebenden Kiele auf der Lippe könnten auch ein Artefakt sein, das auf den schlechten Erhaltungszustand zurückzuführen ist.